# Фторид-хлорид сульфурила
Фтори́д-хлори́д сульфури́ла — неорганическое соединение,
хлоро-фтороангидрид серной кислоты
с формулой SO2ClF,
бесцветная жидкость или газ,
разлагается в воде.

## Получение
- Реакция сульфурилхлорида и трифторида сурьмы в присутствии пентахлорида сурьмы (катализатор). Продукты реакции собирают в ловушке, охлаждаемой жидким азотом:

{\displaystyle {\mathsf {3SO_{2}Cl_{2}+SbF_{3}\ {\xrightarrow {300^{o}C,SbCl_{5}}}\ 3SO_{2}ClF\uparrow +SbF_{3}}}}
- Реакция сульфурилхлорида и суспензии фторида натрия в ацетонитриле. Продукты реакции собирают в ловушке, охлаждаемой твёрдой углекислотой:

{\displaystyle {\mathsf {SO_{2}Cl_{2}+NaF\ {\xrightarrow {80^{o}C}}\ SO_{2}ClF\uparrow +NaF}}}

## Физические свойства
Фторид-хлорид сульфурила образует бесцветную жидкость или газ, с резким запахом.
Во влажном воздухе не дымит.
Не реагирует со стеклом.
Соединение гидролизуется в воде.

## Химические свойства
- Реагирует с водой:

{\displaystyle {\mathsf {SO_{2}ClF+2H_{2}O\ {\xrightarrow {}}\ H_{2}SO_{4}+HCl+HF}}}